# Кадимизм
Кадимизм (от араб. قديم‎ — старый, древний) — консервативное движение в татарском обществе и среди мусульман России кон. XIX — нач. XX вв. Сторонники кадимизма защищали патриархальные устои жизни, вели активную борьбу против религиозного реформаторства, джадидизма, придерживались схоластической системы в области образования и воспитания.
Движение основывалось на учении школ религиозных деятелей Абу Ханифы, аль-Матуриди, аль-Газали и было направлено на сохранение в неизменном виде исламских нравственных ценностей и институтов. Кадимисты отрицали современную интерпретацию Корана и Сунны; препятствовали проведению школьных реформ, не признавали равноправия женщин.
Известные представители: И. Динмухамметов (Ишми ишан), Ш. Мухамматов, Г. Мухутдинов. Ишаны И. Динмухаммадов, Галикеевы, Г. Г. Курбангалиев, М. В. Хусаинов видели единственный путь развития тюрко-мусульмского общества в безусловном следовании канонам шариата.